# Secamone grandiflora
Secamone grandiflora är en oleanderväxtart som beskrevs av J. Klackenberg. Secamone grandiflora ingår i släktet Secamone och familjen oleanderväxter. Inga underarter finns listade i Catalogue of Life.